# نیکولا کلیتون
نیکولا کلیتون (انگلیسی: Nicola Clayton؛ زادهٔ) یک دانشمند اهل بریتانیا است.